# معركة البويب
معركة البويب هي معركة حاسمة دارت رحاها في رمضان 13 هـ الموافق 9 نوفمبر 634م، بين القوات الإسلامية وعلى رأسها المثنى بن حارثة، والقوات الفارسية الساسانية وعلى رأسها مهران بن باذان قائد الجيش الإمبراطوريّ الفارسي، وذلك في الحيرة، وقد كانت الغلبة في هذه المعركة للمسلمين.

## تمهيد تاريخي
بعد أن خمدت نار حروب الردة، استأذن المثنى بن حارثة الخليفة أبا بكر في أن يغزو العراق. وكان الخليفة قد بعث المسالح تجوب بأطراف الشام والعراق، فأمر خالد بن الوليد أن يتوجه إلى الأُبُلَّة، ويبدأ من جنوبي العراق وألحق به المثنّى، وأمر عياض بن غنم أن يبدأ بالمصيخ من أعلى العراق وذلك في مستهل سنة 12 هـ/633م. سار خالد إلى العراق في عشرة آلاف مقاتل، وانضم إليه المثنى في ثمانية آلاف؛ فبدأ بالحيرة، ثم التقى بقوّات الفرس عند كاظمة وقد اقترنوا بالسلاسل، وانتهت أول معارك الفتح بهزيمة ساحقة للفرس. وانساح خالد وصحبه بعدها في العراق، يخوضون معارك مظفرة؛ حتى بلغوا الفراض على تخوم الشام وقاتلوا الروم بها، ومضى عام ونيف دان لهم إبانها معظم العراق صلحاً وحرباً.
غير أن الأمور أخذت تتطوّر تطوراً خطيراً في الشام، حيث حشد الروم لرد المسلمين، فكتب أبو بكر إلى خالد بن الوليد يأمره بالمسير إلى الشام، وأن يصحب معه نصف ما عنده من المقاتلة، ويستخلف على النصف الباقي المثنى بن حارثة (آخر المحرم سنة 13هـ)، فأقام المثنى في الحيرة، وبعث المسالح والعيون تحسباً من غدر. وفي الوقت نفسه أدرك الفرس خطورة الموقف، وأنّ الأمر لم يعد مجرد غارات قصيرة أو تحركات لجماعات تمتار أيام الجدب، أو تتجر في أيام التجارة، وإنما هي جماعات من نوع جديد تدعو إلى الإسلام أو الجزية أو الحرب، وإذا حاربت لاتستهدف غير النصر أو الشهادة، ورغب شهربراز الذي كان قد استقام له الحكم بعد وفاة أبيه أزدشير، في أن يستفيد من تقليص عدد القوات المسلحة في العراق، فوجه إلى المثنى جيشاً في عشرة آلاف مقاتل، وحض الدهاقين على نقض عهودهم، فاضطر المثنى إلى خوض معارك جديدة غير متكافئة، وصادم جيش الفرس ببابل وهزمه، وتتبع فلوله إلى المدائن، واستبطأ النجدات، فاستخلف بشير بن الخصاصية على رأس قواته، وتوجه إلى المدينة المنورة، وكان أبو بكر مريضاً على فراش الموت، فأوصى عمر بن الخطاب ألا يبيت ليله إلا وقد ندب الناس لنجدة المثنى، وأن يردّ عليه أصحاب خالد. ومات أبو بكر في الثاني والعشرين من جمادى الآخرة سنة 13 هـ.
ونفذ عمر وصية الخليفة الراحل أبو بكر، وعين لقيادة النجدات أبا عبيد بن مسعود الثقفي، وألحق به المثنى. وخاض المسلمون وقائع جديدة لاسترداد ما فقدوا، غير أن الفرس جمعوا لهم قوات كبيرة وفيلة بقيادة بهمن جاذويه، ونشبت معركة طاحنة عند جسر قس الناطف سنة 13 هـ/ 634م، هُزِم فيها المسلمون، وقتل أبو عبيد، وحمى المثنى الناس حتى عبروا النهر، وقد جرح جراحاً بالغة، وخسر المسلمون أربعة آلاف بين قتيل وغريق، وقد ترتب على موقعة الجسر أن مناطق إقليم الحيرة التي كان قد تم فتحها ومصالحة أهلها على يد خالد بن الوليد في خلافة أبي بكر عادت إلى الخضوع لسلطة الفرس بعد موقعة الجسر.

## التعبئة والالتحام
تلقَّى عُمر بن الخطَّاب نبأ هزيمة المُسلمين في موقعة الجسر بِهُدوءٍ لافت، ولم يؤنِّب الفارّين من ساحة القتال، بل نعى من قضى نحبه وراح يواسي النَّاس. وأدرك عُمر أنَّ المُثنّى بحاجةٍ إلى مدد يُرسل إليه على وجه السُرعة كي يُواجه هذا الموقف الدقيق، فقام بتكثيف حملاته التعبويَّة، وأرسل رُسُله إليها يدعوها للسير نحو فارس لِغزوها، فاستجابت لِندائه، وتوافدت على المدينة الحُشود العظيمة من مُختلف أنحاء شبه الجزيرة العربيَّة، فدفع عمر بن الخطاب هذا المدد إلى أرض العراق مددًا للمُثنّى، وكان على رأسها جُرير بن عبدُ الله البجلي وعرفجة بن هرثمة البارقي وغالب بن عبد الله الكناني وغيرهم من الأمراء، وانضمّوا إلى المُثنّى في البُويب على غرب الفُرات. ومن ناحيةٍ أُخرى أرسل المُثنّى النُقباء إلى جميع المناطق الحُدوديَّة يستفزُّ العرب، وكان من ضمنهم جُموعٌ من المسيحيين من بني النمر، على رأسهم أنس بن هلال النمريّ، وقد آثر هؤلاء الانضمام إلى المُسلمين والقِتال تحت رايةٍ واحدة ضدَّ العجم، بعد أن جمعتهم الرَّابطة اللُغويَّة والقوميَّة.
تناهت إلى أسماع الفُرس أنباء الإمدادات الإسلاميَّة التي كانت تُرسل تِباعًا إلى العراق، فهالهم أمرها، وأدركوا أنَّ انتصارهم في معركة الجسر لم يكن حاسمًا، وأنَّهُ لا بُدَّ من التغاضي عن الخِلافات الداخليَّة وتوحيد الجُهود لدفع الخطر الإسلامي عن البلاد. وهكذا أنهى رُستم خِلافه مع فيروز، الطَّامع باعتلاء العرش الفارسيّ، وتمَّ إعداد جيش قوامه اثنا عشر ألف مُقاتل بِقيادة مهران بن باذان الهمذانيّ، ودُفع إلى ساحة القتال. وعندما علِم المُثنّى بأنباء خُروج الفُرس للقِتال، سار بعساكره إلى البُويب وأرسل إلى جُرير بن عبدُ الله البجلي أن يُوافيه هُناك ففعل، وعسكر المُسلمون على شاطئ الفُرات الشرقي، وعسكر الفُرس مُقابلهم لا يفصلُ بينهما سوى النهر. اشتبك الجمعان في رحى معركةٍ طاحنة أدارها المُثنّى بِحكمةٍ بالغة ممَّا كفل لهُ النصر. وقُتل مهران في المعركة وتشتَّت جيشهُ وفرَّ أفراده في فوضى واضطراب، فقُتل منهم الكثير، وغرق الكثير، حتى قدر عدد قتلاهم بنحو (100) ألف قتيل، وهو رقم مبالغ فيه، ولكنه يدل على كثرة من قتل في المعركة. وكانت هذه المعركة مقدمة لانتصار المسلمين الحاسم على الفرس في معركة القادسية.

## ما بعد المعركة
بعد انهيار القوات الفارسية وتشرذمها يأمر «المثنى» بملاحقة فلول الفارين والسيطرة على المزيد من الأراضي الفارسية التي كانت أبرمت مع المسلمين عقوداً ثم نقضتها. بلغ عدد الهالكين قتلاً وغرقاً من الفرس حوالي مائة ألف أي ثلثي الجيش تقريباً. أما المسلمون فاستشهد منهم 4000 مسلم. الجدير بالذكر أن «المثنى» قام أمام جيشه واعترف بخطئه في التفافه خلف الفرس حيث يرى أنه أرغمهم على التهلكة وهذا ليس من أخلاق المسلمين.

### تولية يزدجرد الثالث السُلطة
جعلت هزيمة البُويب أشراف الفُرس يجتمعون حول تولية ملك عليهم من سُلالة كسرى، فأدركوا خُطورة الموقف، وأنَّ ما بعد سُقوط الحيرة وتكريت وساباط سوى سُقوط المدائن. وتشاور أركانُ الحُكم ونصبوا يزدجرد ابن شهريار بن كسرى، وهو يزدجرد الثالث، وكان عُمره إحدى وعشرين سنة وقيل خمس عشرة سنة، وعزلوا بوراندخت. وعيَّن يزدجرد رُستم فرُّخزاد قائدًا للجيش وكلَّفهُ بأمر المُسلمين في الجنوب، وجدَّد المسالح والثُغور وعيَّن عليها حامياتٍ عسكريَّة، فسمَّى جُند الحيرة والأنبار والمسالح وجُند الأبلة.

## وصلات خارجية
- البويب - قصة الإسلام
- البويب الطاحنة - مفكرة الإسلام